# 이기찬 (1886년)
이기찬(李基燦, 일본식 이름: 安城基야스시로 모토, 1886년 음력 7월 18일 ~ 1945년 6월 12일)은 일제강점기의 법조인이며 조선총독부 중추원 참의도 지냈다.

## 생애
당시 한성부이던 서울 종로구 청진동 출신이다. 대한제국 말기인 1907년에 법관양성소를 졸업하였고, 이듬해 법부 소속 관리가 되어 판사에 임명되면서 법조계에 들어섰다.
함흥지방재판소와 평양지방재판소 판사를 지내다가 1910년에 한일 병합 조약이 체결되면서 조선총독부 소속 판사가 되었다. 1912년에 경성복심법원 판사로 임명되었으며, 이듬해 퇴직하고 이후로 평양에서 변호사를 개업하여 활동하였다. 퇴관 당시 종7위에 서위되어 있었다.
변호사 업무 외에도 조선제사주식회사 감사역을 지내고 평양부 부협의회원에도 여러 차례 당선되는 등 평양 지역의 유지로 활동하였다. 평양변호사회 회장을 지내기도 했고, 조선총독 데라우치 마사타케 암살 음모 사건인 105인 사건의 변호를 맡은 바 있다.
1935년에 총독부가 시정 25주년을 기념하여 표창한 표창자 명단에 들어 있다. 평양 지역 교육 사업에 많은 공을 세웠고, 서평양 시가지 발전을 위한 병원과 공립보통학교 설치, 수도 확장 등에 공적이 있다는 평가가 남아 있다. 특히 전기궤도 복선을 부설할 때는 평양부가 소유한 토지 매각을 알선하여 재원 마련을 알선하기도 했다.
이러한 공로를 인정받아 중추원 참의로 발탁되었다. 중추원 참의를 지내면서 국민정신총동원조선연맹 이사와 조선임전보국단 이사를 지내는 등 태평양 전쟁에 적극 협력하였다. 평양 지역의 각종 전쟁협력 운동을 주도하였으며, 중국 전선의 일본군을 직접 위문하기도 하였다.

## 사후
2002년 발표된 친일파 708인 명단 중 중추원 부문에 포함되었고, 2008년 민족문제연구소가 정리한 친일인명사전 수록예정자 명단 중 중추원, 법조인, 친일단체의 세 부문에 수록되었다. 2009년 친일반민족행위진상규명위원회가 발표한 친일반민족행위 705인 명단에도 포함되었다.

## 같이 보기
- 조선총독부 중추원
- 국민정신총동원조선연맹
- 조선임전보국단

## 참고자료
- 이기찬(李基燦) - 국사편찬위원회